# Willie Pettigrew
Willie Pettigrew, właśc. William Haddow Pettigrew (ur. 2 października 1953 w Motherwell) – szkocki piłkarz występujący na pozycji napastnika.
Jako zawodnik Motherwell dwukrotnie sięgnął po tytuł króla strzelców ligi szkockiej – w sezonach 1974/1975 oraz 1976/1977, zdobywając odpowiednio 20 i 21 bramek. W lidze szkockiej w barwach Motherwell, Dundee United oraz Morton rozegrał łącznie 241 spotkań i zdobył 102 bramki.
W reprezentacji Szkocji zadebiutował 7 kwietnia 1976 w wygranym 1:0 towarzyskim meczu ze Szwajcarią, w którym strzelił gola. W latach 1976–1977 w drużynie narodowej wystąpił pięciokrotnie i zdobył dwie bramki.